# Artigisa melanephele
Artigisa melanephele là một loài bướm đêm thuộc họ Erebidae. Nó được tìm thấy ở Úc và New Zealand.

## Hình ảnh

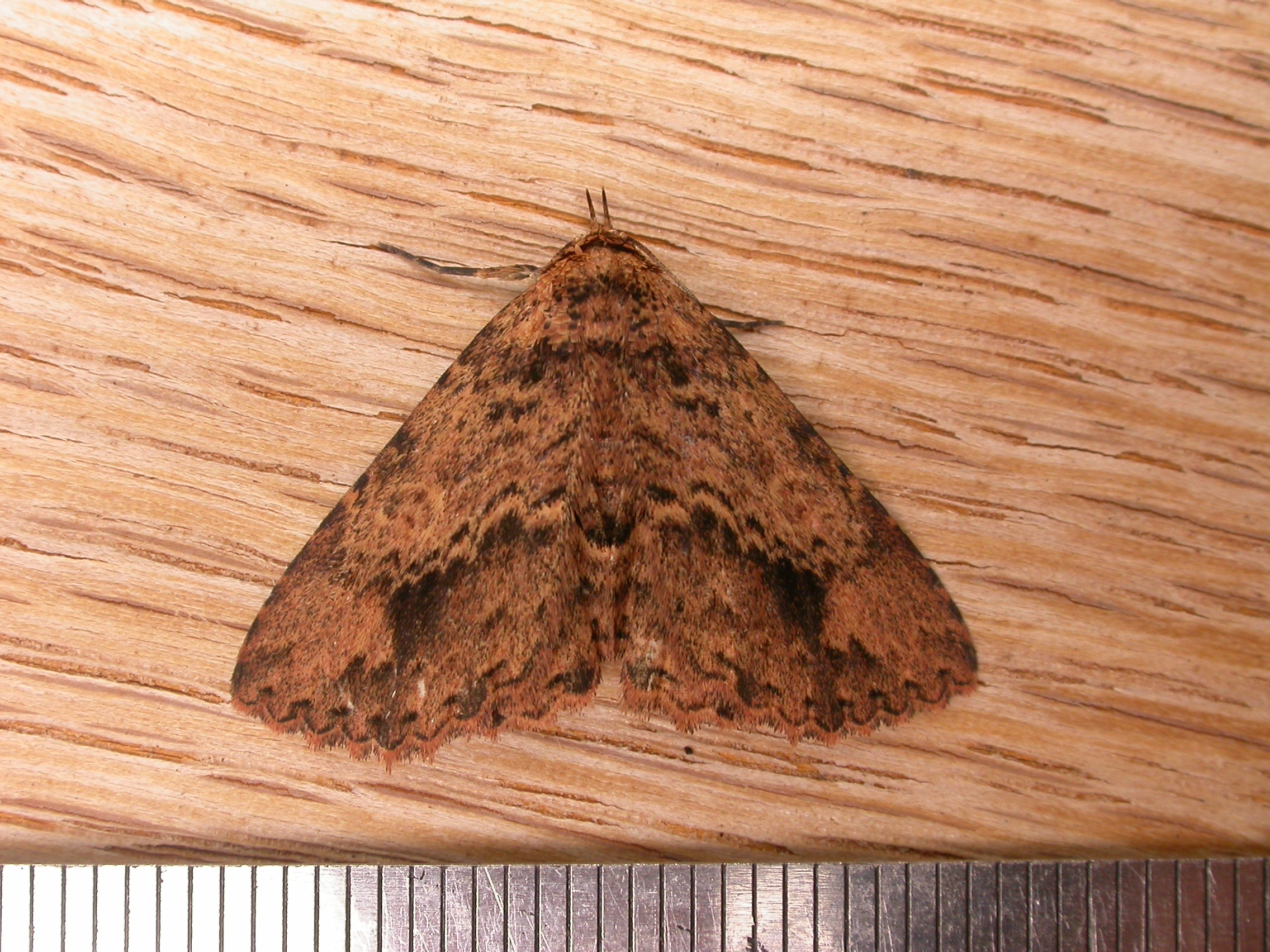
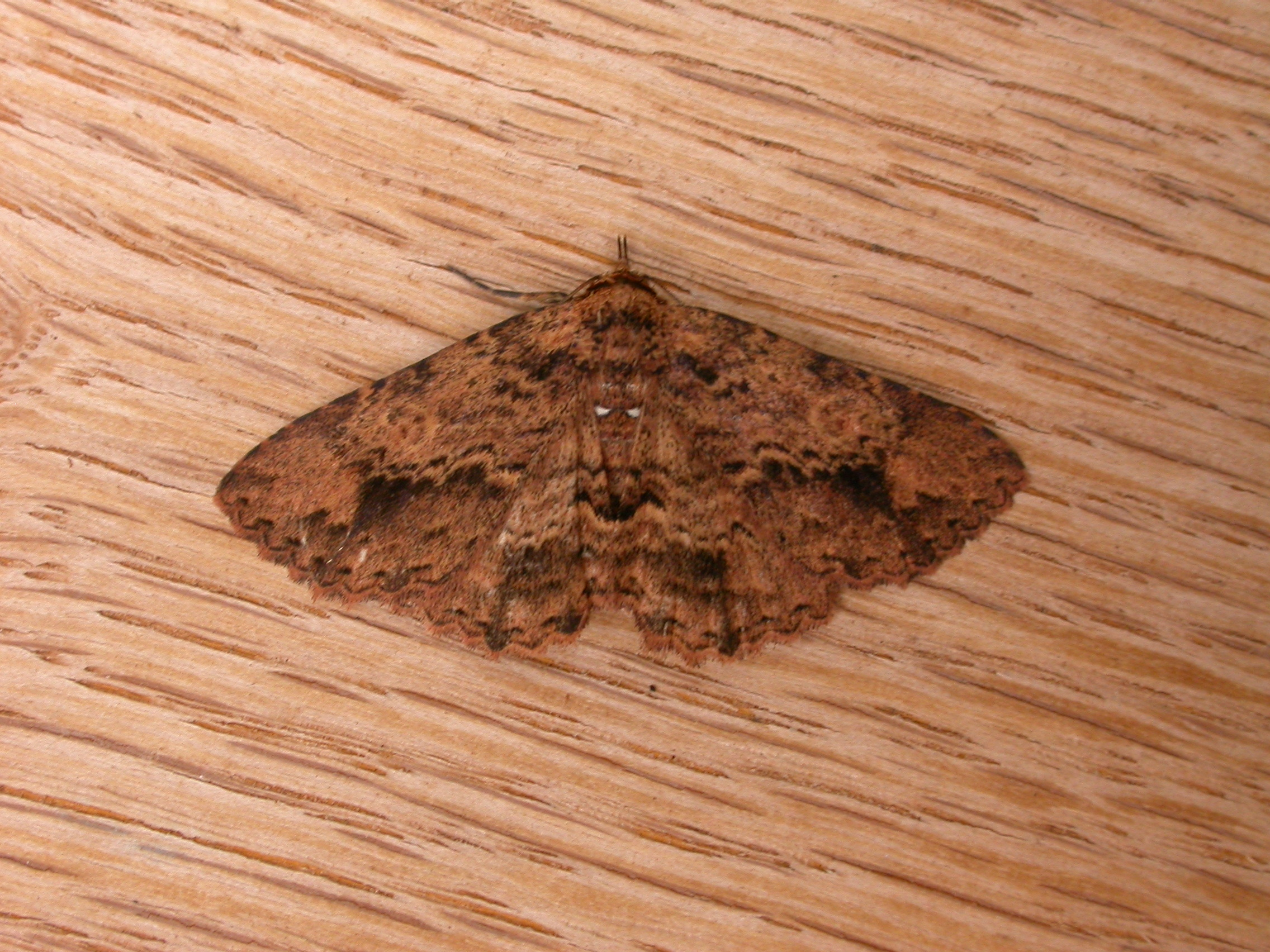